# 卡纳普维尔
卡纳普维尔（法語：Canappeville，法語發音：[kanapvil]）是法国厄尔省的一个市镇，位于该省中部，属于埃夫勒区。

## 地理
卡纳普维尔（49°9'21"N, 1°5'55"E）面积10.37 平方千米，位于法国诺曼底大区厄尔省，该省份为法国北部内陆省份，北起滨海塞纳省，西接奧恩省和卡爾瓦多斯省，南至厄尔-卢瓦省，东临瓦兹省、瓦兹河谷省和伊夫林省。
与卡纳普维尔接壤的市镇（或旧市镇、城区）包括：伊通河畔昂夫勒维尔、贝朗日维尔-拉康帕涅、弗格罗勒、翁杜维尔、韦特维尔、勒梅尼勒茹尔丹、卡特勒马尔、维莱特、沃农。

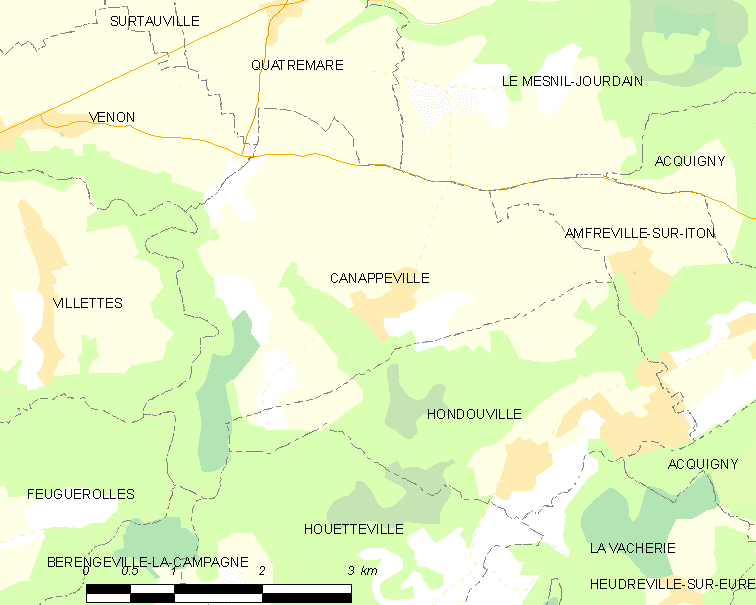
卡纳普维尔的OSM定位图

卡纳普维尔的时区为UTC+01:00、UTC+02:00（夏令时）。

## 行政
卡纳普维尔的邮政编码为27400，INSEE市镇编码为27127。

## 政治
卡纳普维尔所属的省级选区为勒讷堡县。

## 人口

1962-2008年间卡纳普维尔人口变化图示

卡纳普维尔于2022年1月1日时的人口数量为704人。